# Христофор
Свети Христофор е мъченик, пострадал през време на седмото гонение против християните, предприето при император Деций Траян. След жестоки мъчения е обезглавен в областта Ликия, Мала Азия около 249 г. Чества се на 9 май в Православния календар.
Почитан е сред всички по-основни християнски деноминации. Първоначално култът му се развива главно на Изток, но бързо се разпространява и на Запад, където през Средновековието, по време на епидемията от чума, известна като Черната смърт (XIV век), той е причислен към групата на 14-те скоропомощници при различни беди. Смятан е за закрилник от внезапна и неразкаяна смърт. В Испания е възприеман, като защитник от епидемии и тежки боледувания. Освен това по света е известен и като дарител на късмет и финансово благополучие. Особено почитан е и в прибалтийските страни.
Остров Свети Христофор (Saint Christopher) в Антарктида е кръстен на светеца, както и остров Сейнт Китс, част от карибската държава Сейнт Китс и Невис.

## Изобразяване
Името приписвано на светеца, преди кръщението му е Оферо, както и Репрев/Реприй, но повече като прякор със значение на "нелицеприятен". Представян е и като римлянин, но главно като чужденец, който не само, че не знае латински език, но и в някои версии (поне отначало) въобще не може да говори, като човек, защото е по-скоро някакъв звероподобен хуманоид - човекоядец и великан с отблъскващ външен вид, доближаващ се до митичните лестригони. Нечовешките черти в изображенията му в някои случаи се тълкуват буквално, но в други са възприемани повече, като метафора (в положителен или отрицателен смисъл) или изопачаване на първоначалните данни за него. Понякога в резултат на това се стига до забележителни недоразумения. Изобщо, поради легендарните елементи в тях, историите за Христофор са считани от някои изследователи за причина историчността му да бъде отричана. Той е изключен също и от числото на светците, чийто култ се поддържа като общ и задължителен от Католическата църква и след Втория Ватикански събор (1969 г.) е окачествяван само като подходящ за местно честване по желание на вярващите.
У католиците се изобразява в повечето случаи, като възрастен мъж, но в православната иконографска традиция - и като човек с кучешка глава, поради което е наричан също и Песоглавец, в съгласие с популярната легенда за съществуването на народ с подобен облик (предполагаемо някъде в южните краища на Северна Африка или в други по-слабо познати области). За Христофор преданието гласи, че той е пленен в битка варварин от тези диви места, който впоследствие (вече включен в римската армия) се покръства и в резултат на това, когато предаността му към християнството става неприемлива за властите, е убит. 
Изобразяването на Христофор с животинска глава се практикува и през 21. век. Някои български етнографи допускат в мотива с кучешката глава отглас от стари прабългарски паганистични вярвания. Популярна е и тезата за негова връзка с древноегипетската митология, която изобилства от различни зооморфни персонажи. Светецът е изобразяван и като човек с глава на кон. Сред източните християни особено популярен този и вариантът с кучешка глава е останал най-вече сред т.нар. староверци (старообрядци) в Русия. От 17. век нататък се постепенно се утвърждава всеобща тенденция към изобразяването му в по-омекотен вид и в крайна сметка - повече като човек. Много от по-старите изображения са били преправяни, така че да се съгласуват с това, което заедно с унищожението на повечето от ранносредновековните при гоненията от страна на византийските иконоборци и други подобни случаи е причина за запазването на малка част от тях. Най-старото запазено въобще изображение на Хрисофор се намира в Синайския манастир и е от VI век, а такова, на което е изобразен с животинска глава - на вероятно малко по-късна керамична икона от Македония, на която заедно с Георги Победоносец се бие със змия.
Възможно е също и първоначално Христофор да е бил смятан просто за много грозен и зловещ (или дори - уродлив) човек  или по друга причина да е бил свързван с кучетата (например поради подобието на думите "Ликия" и "лик" - на гръцки: вълк). Същевременно поради свързването си и с берберите (племето, от което се предполага, че произхожда, е на преселници от вероятно населяваната от тях област Мармарика) - хора с тъмна кожа, пленникът-легионер е бил смятан и за потомък на Хам (Ханаан), а оттам и за произлизащ от местните жители на Ханаан (кананит). Последното на свой ред отново може да доведе до асоциация с кучетата (чрез латинската дума "канис"). Възможно е и обратното извеждане, както е у немския средновековен писател Валтер фон Шпайер, приближен на императора на Свещената Римска империя Отон III. Също така, и приписваният на светеца африкански произход вероятно донякъде обяснява странните му черти, тъй като подобни образи присъстват и в иконографията на коптите, като помощници на местен светец. Че е имал подобен придружител в средновековния апокриф "Деянията на Андрей и Вартоломей" се твърди и за един от апостолите.
Все пак в някои легенди, описващи младостта му, той е изобразяван и като красив момък (както и на много византийски икони), на когото жените дотолкова досаждат със задявките си, че той се моли на Бога да го загрози, та дано се отърве от ухажорките си, и резулатът е чудовищното трансформиране на главата му. Вярата в Христос или може би - в Йехова - още от началото на историята му, както и специалната му връзка с него е част и от други разкази за светеца. В една от тях, той е удостоен със среща с ангел, който по Божия повеля го избавя поне от битието му на безсловесен дивак. После Репрев започва да си търси подходящ господар и след като не одобрява нито земните, нито демоничните сили, стига до извода, че трябва да служи на каузата на християнството. Известно време след това самият Христос го нарича с новото му име и дори лично извършава кръщелния ритуал. В друго предание кръщаването му (както и на войниците от полка му, които са го пленили и тъкмо го водят на съд, но той извършва чудо, след което те се отказват от езичеството) се свързва със мъченика Вавила Антиохийски (убит около 251 г.).
В жития на свети Христофор се разказва, че при мъченическите му страдания се извършват много чудеса. Според Свети Амвросий Медиолански, чудесата, които стават тогава убеждават 48 000 езичници да приемат християнството. Отначало той лежи известно време в затвора и докато е там, в килията му довеждат да му правят компания 2 блудници (проститутки) - Ницея/Калиникия и Акилина, с надеждата да го съблазнят и да го отклонят от вярата му, но става обратното и жените се покръстват, за което са обезглавени (посечени с меч). После цели 12 часа Христофор е обстрелван от множество войници и цялото му тяло е надупчено от стрели (сходно с легендата за Свети Себастиан). Обаче 1 стрела се връща обратно, вадейки окото на стрелеца. Христофор смесва останките му със земна пръст и така му го възстановява. Впоследствие, тъй като още не е мъртъв, палачът му поставя на главата нажежен (силно затоплен) шлем, а накрая му я и отрязва. Има различни варианти на тази история, включващи разнообразни мъчения и изпитания или просто затворничество доживот, но при всички случаи краят е трагичен. Враг и мъчител на светеца в тях е обикновено римски император или антиохийски (от Антиохия на Оронт) чиновник на име Деций/Декий, наричан понякога и Дагнус (отъждестван главно с Деций Траян), но причините за отношението му са обяснявани различно. Понякога - заради проповедите му сред войниците, друг път - заради това, че се прочува като чудотворец и християнизатор на местността, в която се заселва, след като проговаря по човешки. Последната изглежда е в околностите на някакво градче в Ликия, Мала Азия. В агографския сборник "Златната легенда" на Яков Ворагински, стрелата улучва в областта на очите самия Дагнус, но той е посъветват от отиващия на смърт Христофор да вземе кръв от отрязаната му глава и да се излекува с нейна помощ. Владетелят (в този вариант - на гръцки остров) я смесва с пръст и след като я нанася върху раната, незабавно се излекува и на свой ред повярвал в божествеността на Исус Христос - се покръства.
Свети Христофор се счита за покровител и на пътуващите, и по тази причина, особено - от католици - се носят или поставят в превозните им средства негови изображения му с Иисус Христос в образа  на малко дете под формата на медальон или като магнит, поставен в превозни средства. Това изображение намира развитие и в българската литература. Елин Пелин в разказа "Огледалото на св. Христофор", представя Христофор, като отшелник, който си е поставил задачата да пренася пътници през речен брод, след като е бил принуден да напусне родината си. Теглото на пренасяните от него по чудотворен начин се поставя в зависимост от техните грехове и той, тъй като все повече изпада във фанатизъм, започва с нежелание да пренася грешниците и дори удавя мнозина от тях, което се отразява много зле на външността му. Тогава първо при него идва Исус (в образа старец) и след пренасянето си му дава огледало, в което да се оглежда и да чака момента в която ще си възвърне човешкия лик (той го е загубил и е заприличал на куче още преди установяването си на реката, поради своята жестокост и нетолерантност и заради крайностите, до които стига в усилията си да наложи на цялото население на областта си добродетелност), като му предсказва, че това ще стане, след като стори особено благочестиво дело. После пренася и Дявола (Сатаната) - така душата му се очиства от гордостта и той отново добива изцяло човешки образ. Този разказ, според който Христофор е поначало обикновен човек е свързан с най-известната легенда за него, която гласи, че той е пренесъл на рамото си през бурна река непознато за него дете, което след това се разкрива пред него, като Иисус Христос. Легендата вероятно идва от самото му име, прието след кръщението, което значи "Носещ Христа" (но не във физически, а в духовен план). По подобен начин и името на друг известен светец - Игнатий Богоносец бива тълкувано и като "Човекът (в детска възраст), носен от Бога (т.е. от Исус)" , въпреки че вероятността именно той да е детето, което е посочено и прегърнато от него, когато апостолите спорят за първенство (Мат. 18:1 – 5) е минимална, предвид това, че самият Игнатий е измислил прякора си и му е придавал смисъл на "Човек, носещ Бога в сърцето си" и предполагаемо е роден едва около 35 г., т.е. към 2 години по-късно от самото събитие. Въобще "Христофор" изглежда е било прозвище на множество светци и е възможно образите им да са намерили известно обединение в този на най-известният под това име, включително и в по-скоро фолклорната трактовка, като кучеглав/конеглав (т.е. като предан и приятелски настроен, но и много буен, силен и опасен) и който може да се тълкува в противоречие с някои от официално поддържаните църковни становища.
Преданието за пренасянето на Христос през реката също се среща в различни версии, включително и за предварително знание от страна на светеца, че някой ден това ще се случи, както и (отразено в някои от най-ранните икони с този сюжет - ок XII век), че Христос е носен от него не в образа си на Младенеца, а както е изглеждал в зряла възраст. В някои версии, той съдържа и елемент, утвърждаващ т.нар. филиокве, идеята че и Исус Христос е участвал в Сътворението на света - той неимоверно много натежава на Христофор и после му признава, че това е защото е създал света; но има и вариант в който казва, че е защото носи всички грехове на света, което напомня за слизането му в Ада за да ги изкупи.
Почитта към Христофор в Западна Европа постепенно взема измеренията на повсеместното ползване на образа му като апотропей. Неговите изображения, особено под формата на статуи, дотолкова заемат всяко видно място (смята се, че само поглеждането им вече е гаранция за оцеляване), че те се превръщат в един от главните прицели на критиките на дейците на Реформацията. Някои от ранните протестанти предприемат кампании за унищожаването на иконите в своите райони, тъй като ги смятат (по подобие на средновековните иконоборци) за своеобразни християнски идоли. В резултат изображенията на Свети Христофор са сред най-преследваните, въпреки че самото почитание на светеца се запазва и сред тях, но не толкова като пазител от внезапна смърт, колкото като покровител на душите на внезапно загиналите. Освен това сред протестантите битува и известно отъждествяване на Христофор с раннохристиянския светец Мина Котуански, въз основа на сходствата в житиетата и култовете им.

## Мощи
Светите мощи на мъченик Христофор са пренесени от Ликия в испанския град Толедо, а след това - във френския манастир Сен Дени. Част от тях се съхраняват и в катедралата „Свети Петър“ в Рим. За главата му се смята, че се намира в град Раб, Хърватия, където е пренесена вероятно преди 11. век от Константинопол.